# Do Jeito da Gente
Do Jeito Da Gente é o décimo segundo álbum de estúdio e o terceiro DVD (ao vivo) da dupla sertaneja brasileira Rionegro & Solimões. Foi lançado em 2006 pela Universal Music. Teve como sucessos as canções "Vida de Cão", "La Bella Luna", regravação de Os Paralamas do Sucesso, além de outras regravações como "A Sua Maneira", da banda Capital Inicial e "Dois" de Paulo Ricardo. O álbum chegou a marca de 100 mil cópias vendidas e conquistou o disco de ouro.

## Faixas
| Edição de CD   |                                     |                                                     |         |  |
| N.º            | Título                              | Compositor(es)                                      | Duração |  |
| 1.             | "Vida de Cão"                       | Rionegro                                            | 3:41    |  |
| 2.             | "Agito do Meu Povo"                 | Paulo Volk / José Vitor                             | 2:39    |  |
| 3.             | "La Bella Luna"                     | Herbert Vianna                                      | 3:03    |  |
| 4.             | "Eu Sem Você"                       | Rionegro / Toninho Mesquita                         | 3:13    |  |
| 5.             | "À Sua Maneira (De Música Ligeira)" | Gustavo Cerati / Zeta Bosio / Vrs. Dinho Ouro Preto | 3:53    |  |
| 6.             | "Cidade"                            | Theo Ferreira / Luis Pedreira / Luis de Jesus       | 3:47    |  |
| 7.             | "Fim de Semana"                     | Toninho Mesquita / Rionegro                         | 3:06    |  |
| 8.             | "No Mesmo Lugar (Coisa Estranha)"   | Darci Rossi / Marciano                              | 3:23    |  |
| 9.             | "Nem Com Reza"                      | Thiago / Toninho Mesquita / Ernani Ferreira         | 2:58    |  |
| 10.            | "Dois"                              | Paulo Ricardo / Michael Sullivan                    | 3:56    |  |
| 11.            | "Tá Doendo Demais Essa Saudade"     | Chico Roque / Paulinho Resende                      | 3:23    |  |
| 12.            | "Minha Serenata"                    | João do Reino / Sargento Oliveira                   | 2:57    |  |
| 13.            | "Ponto de Chegada"                  | Joel Marques / Maracaí                              | 3:01    |  |
| 14.            | "Saudade Morena"                    | Luiz Ayrão / Toninho Lemos                          | 3:43    |  |
| Duração total: | Duração total:                      | Duração total:                                      | 47:44   |  |

| Edição de DVD  |                                                    |                                                     |         |  |
| N.º            | Título                                             | Compositor(es)                                      | Duração |  |
| 1.             | "À Sua Maneira (De Música Ligeira)"                | Gustavo Cerati / Zeta Bosio / Vrs. Dinho Ouro Preto | 3:58    |  |
| 2.             | "Fim de Semana"                                    | Toninho Mesquita / Rionegro                         | 3:00    |  |
| 3.             | "Vida de Cão"                                      | Rionegro                                            | 3:27    |  |
| 4.             | "Agito do Meu Povo"                                | Paulo Volk / José Vitor                             | 2:34    |  |
| 5.             | "Dois"                                             | Paulo Ricardo / Michael Sullivan                    | 3:57    |  |
| 6.             | "La Bella Luna"                                    | Herbert Vianna                                      | 3:00    |  |
| 7.             | "Tô Mal"                                           | Gabriel                                             | 3:16    |  |
| 8.             | "Na Sola da Bota"                                  | Chico Amado                                         | 2:35    |  |
| 9.             | "Frio da Madrugada"                                | Pinóchio                                            | 3:06    |  |
| 10.            | "À Sua Maneira (De Música Ligeira)" (Encerramento) | Gustavo Cerati / Zeta Bosio / Vrs. Dinho Ouro Preto | 3:58    |  |
| Duração total: | Duração total:                                     | Duração total:                                      | 34:20   |  |

## Certificações
| Brasil - ABPD                             | Ouro | 2007 | 100.000* |
| *número de vendas baseado na certificação |      |      |          |